# 佞賢泡疹介
佞賢泡疹介（学名：Phlyctocythere ninghsieni）为彎貝介科泡疹介屬下的一个种。